# Lager Weinsberg
Das Lager Weinsberg war ein Durchgangslager in der Stadt Weinsberg in der Nähe von Heilbronn. Als Oflag V A war es ein Kriegsgefangenenlager der Wehrmacht zwischen 1940 und 1945, in dem kriegsgefangene Offiziere und Unteroffiziere verschiedener Nationalitäten untergebracht waren (Offizierslager, daher und nach dem Wehrkreis V die Abkürzung). Nach Kriegsende diente es als Flüchtlingslager. Die Schließung erfolgte 1972.

## Geschichte
Das Lager war im Frühjahr 1937 als Landwehrübungslager errichtet worden. Die ersten Landwehrmänner zogen am 7. Juli 1937 ein; bis zum 10. Oktober 1939  war das Lager in der Regel mit 800 Landwehrmännern und einer 200 Mann starken Lehrkompanie belegt. Nach Ausbruch des Zweiten Weltkriegs diente das Lager vom 20. Mai 1940 bis zum 30. März 1945 als Kriegsgefangenenlager Oflag V A. Nach Kriegsende, vom 15. April 1945 bis zum 3. Februar 1953, war es dann Unterkunft für ehemalige Zwangsarbeiter und Displaced Persons polnischer Nationalität (DP-Lager). Schließlich diente es vom 3. März 1953 bis zu seiner Schließung am 30. November 1972 als Durchgangslager für Flüchtlinge und Spätaussiedler aus den ehemaligen deutschen Ostgebieten. Auch der frühere Bundespräsident Horst Köhler lebte als Kind im Jahre 1953 für einige Tage hier.

## Dokumentationsstätte
Die letzte noch erhaltene der ursprünglich 39 Baracken des einstigen Lagers beherbergt eine Dokumentationsstätte, die die bewegte Geschichte des Lagers darstellt und besichtigt werden kann.
Über die Lagergeschichte informiert eine chronologische Folge von Fotos, Zeichnungen, Dokumenten, Zeitungsartikeln und erläuternden Texten. Ein fast 10 m² großer, mit einer Gesamtansicht des Lagers bedruckter Wandvorhang vergegenwärtigt das frühere Aussehen des Lagergeländes. Die ausgestellten Objekte wie Briefe und Stempel aus dem Postverkehr des Kriegsgefangenenlagers zeigen den Alltag der Lagerbewohner.